# Giuseppe Spinelli

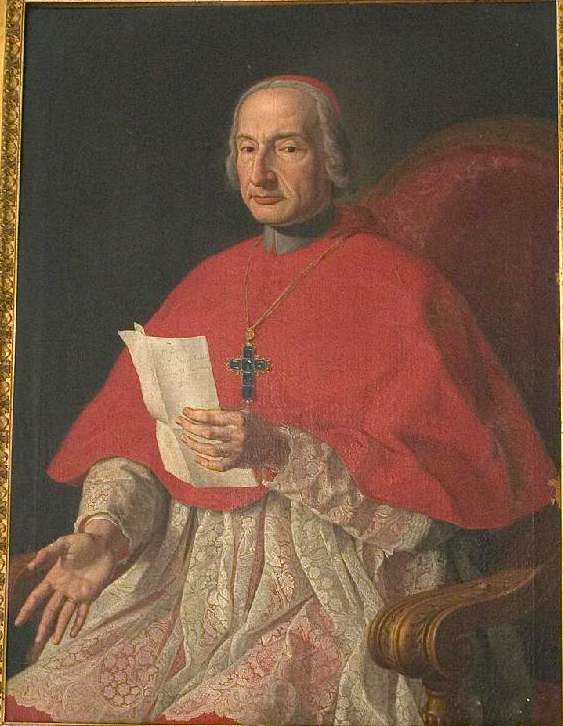
Giuseppe Kardinal Spinelli (Gemälde, um 1734–1754)

Giuseppe Spinelli (* 1. Februar 1694 in Neapel; † 12. April 1763 in Ostia) war ein italienischer Kardinal und Präfekt der Kongregation De propaganda fide.

## Leben
Er war das vierte von fünf Kindern des Giambattista Spinelli, Marquis von Fuscaldo, Fürst von Sant’Arcangelo und Herzog von Caivano, und dessen Ehefrau Maria Imperiali aus dem Geschlecht der Fürsten von Francavilla. Sein Großonkel war der Kardinal Lorenzo Imperiali, sei Onkel war Kardinal Giuseppe Renato Imperiali. Zudem war er ein Cousin von Kardinal Cosimo Imperiali und Onkel des späteren Kardinals Ferdinando Spinelli, ein weiterer Kardinal aus der Familie Spinellis war Filippo Spinelli.
Als Dreizehnjähriger begann er 1707 seine Studien am Seminario Romano und lebte am Hofe seines Onkels Kardinal Giuseppe Renato Imperiali, später besuchte er in Rom die Universität La Sapienza, wo er am 11. September 1717 zum Doctor iuris utriusque promoviert wurde. Danach war er Kammerherr unter Papst Clemens XI. Im Jahre 1719 brachte er dem neuernannten Kardinal Giorgio Spinola das rote Birett nach Wien, wo dieser Nuntius am kaiserlichen Hof war. Giuseppe Spinelli empfing am 14. Juni 1721 die niederen Weihen, am selben Tag die Weihe zum Subdiakon und am 8. März 1722 die Diakonenweihe. Vom 24. Mai 1721 bis zum 21. September 1725 war er Internuntius in Flandern. Die Priesterweihe empfing er am 17. April 1724 in Rom.
Am 5. September 1725 wurde Giuseppe Spinelli zum Titularerzbischof von Corinthus und am nächsten Tag zum Nuntius in Flandern ernannt. Die Bischofsweihe spendete ihm am 28. Oktober 1725 in der Kathedrale von Mecheln Kardinal Thomas Philippe Wallrad d’Hénin-Liétard d’Alsace-Boussu de Chimay, der Erzbischof von Mecheln, Mitkonsekratoren waren Peter Josef von Franken-Siersdorf, Bischof von Antwerpen, und Charles d'Espinoza, Koadjutor-Bischof in Antwerpen. Während seiner Zeit als Nuntius erreichte er, dass die Apostolischen Vikare in den Vereinigten Niederlanden ihr Amt ausüben konnten, das die Universität Löwen den Rechtsgelehrten Zeger Bernhard van Espen ausschloss, der die Position des gegen den Willen der Kurie gewählten Erzbischofs von Utrecht Cornelius Steenoven vertrat, und dass niemand lehren durfte, der nicht das Formular Alexanders VII. unterschrieben hatte.
Von 1734 bis 1754 war er Erzbischof von Neapel. Im Konsistorium vom 17. Januar 1735 wurde er von Papst Clemens XII. zum Kardinalpriester von Santa Pudenziana erhoben. In dieser Funktion leitete er eine Suche nach den Reliquien von Agrippinus, einem frühen Bischof der Stadt. Er beauftragte auch Stefano Pozzi, die Kathedrale in Neapel zu schmücken.
1756 wurde Spinelli zum Präfekten der Kongregation De propaganda fide ernannt. Bereits 1753 war er Kardinalbischof von Palestrina geworden, 1759 wurde er Kardinalsubdekan und zum Kardinalbischof von Porto e Santa Rufina ernannt, 1761 als Kardinaldekan zum Kardinalbischof von Ostia. Spinelli gehörte im Kardinalskolleg zur so genannten Zelanti-Fraktion, den papsttreuen Traditionalisten. Im Juni 1761 wurde er Dekan des Heiligen Kollegiums.